# .af
A .af az Afganisztán internetes legfelső szintű tartomány kódja, melyet 1997-ben hoztak létre. Az AFGNIC tartja karban.

## Második szintű tartománynevek
- com.af
- edu.af
- gov.af
- net.af
- org.af
- law.af
- tv.af
- music.af
- hotel.af
- bank.af